# The Brave
The Brave är en amerikansk film från 1997 i regi av Johnny Depp.

## Handling
En indian som bor i en kåkstad med sin fru och två barn är övertygad om att han inte har något mer att erbjuda världen. Så som arbetslös och alkoholist så tackar han ja till ett erbjudande om att bli torterad till döds för 50,000 dollar.

## Rollista (i urval)
- Johnny Depp - Raphael
- Marlon Brando - McCarthy
- Marshall Bell - Larry
- Elpidia Carrillo - Rita
- Frederic Forrest - Lou Sr.
- Clarence Williams III - Father Stratton